# Dünen- und Sandgebiet Mainz-Ingelheim
Dünen- und Sandgebiet Mainz-Ingelheim este o arie protejată (arie de protecție specială avifaunistică — SPA) din Germania întinsă pe o suprafață de 2.414 ha, integral pe uscat.

## Localizare
Centrul sitului Dünen- und Sandgebiet Mainz-Ingelheim este situat la coordonatele 49°59′46″N 8°07′53″E / 49.9961°N 8.1314°E.

## Înființare
Situl Dünen- und Sandgebiet Mainz-Ingelheim a fost declarat arie de protecție specială avifaunistică în ianuarie 2004 pentru a proteja 9 specii de animale.

## Biodiversitate
Situată în ecoregiunea continentală, aria protejată nu include niciun habitat protejat.
La baza desemnării sitului se află mai multe specii protejate de  păsări (9): caprimulg (Caprimulgus europaeus), ciocănitoare neagră (Dryocopus martius), capîntortură (Jynx torquilla), sfrâncioc roșiatic (Lanius collurio), sfrâncioc cu cap roșu (Lanius senator), ciocârlie de pădure (Lullula arborea), ciocănitoare verzuie (Picus canus), mărăcinar negru (Saxicola torquatus), pupăză (Upupa epops).